# Mesopodagrion tibetanum
Mesopodagrion tibetanum – gatunek ważki z monotypowej rodziny Mesopodagrionidae. Występuje w południowo-wschodniej Azji; stwierdzony w Chinach (w prowincjach Junnan i Syczuan), Mjanmie i Tajlandii.